# Biegi narciarskie na Zimowych Igrzyskach Olimpijskich 1936 – sztafeta mężczyzn
Bieg sztafetowy mężczyzn podczas Zimowych Igrzysk Olimpijskich 1936 w Garmisch-Partenkirchen został rozegrany 10 lutego. Wzięło w nim udział 64 zawodników z szesnastu krajów. Mistrzostwo olimpijskie w tej konkurencji wywalczyła reprezentacja Finlandii w składzie: Sulo Nurmela, Klaes Karppinen, Matti Lähde i Kalle Jalkanen.

## Wyniki
| Pozycja | Kraj                                                                                        | Czas                            | Strata |
| ------- | ------------------------------------------------------------------------------------------- | ------------------------------- | ------ |
|         | Finlandia · Sulo Nurmela · Klaes Karppinen · Matti Lähde · Kalle Jalkanen                   | 2:41:33 42:34 39:56 39:49 39:14 | –      |
|         | Norwegia · Oddbjørn Hagen · Olaf Hoffsbakken · Sverre Brodahl · Bjarne Iversen              | 2:41:39 41:32 39:33 39:52 40:42 | +06    |
|         | Szwecja · John Berger · Erik Larsson · Artur Häggblad · Martin Matsbo                       | 2:43:03 42:49 39:39 40:34 40:01 | +1:30  |
| 4.      | Włochy · Giulio Gerardi · Severino Menardi · Vincenzo Demetz · Giovanni Kasebacher          | 2:50:05 43:59 40:59 41:51 43:16 | +8:32  |
| 5.      | Czechosłowacja · Cyril Musil · Gustl Berauer · Lukáš Mihalák · František Šimůnek            | 2:51:56 45:50 42:14 41:27 42:25 | +10:23 |
| 6.      | III Rzesza · Friedl Däuber · Willy Bogner · Herbert Leupold · Toni Zeller                   | 2:54:54 49:22 41:29 41:37 42:26 | +13:21 |
| 7.      | Polska · Michał Górski · Marian Woyna Orlewicz · Stanisław Karpiel · Bronisław Czech        | 2:58:50 46:37 42:55 44:35 44:43 | +17:17 |
| 8.      | Austria · Fred Rössner · Harald Bosio · Franz Gallwitz · Hans Baumann                       | 3:02:48 49:19 45:00 45:13 43:16 | +21:15 |
| 9.      | Francja · Robert Gindre · Fernand Mermoud · Léonce Cretin · Alfred Jacomis                  | 3:03:33 47:15 46:06 44:23 45:49 | +22:00 |
| 10.     | Jugosławia · Leon Knap · Avgust Jakopič · Alojz Klančnik · Franc Smolej                     | 3:04:38 48:34 47:22 44:51 43:51 | +23:05 |
| 11.     | Stany Zjednoczone · Berger Torrissen · Warren Chivers · Richard Parsons · Karl Magnus Satre | 3:06:26 49:25 44:24 45:02 47:35 | +24:53 |
| 12.     | Japonia · Ginzo Yamada · Tsutomu Sekido · Shinzo Yamada · Hiroshi Tadano                    | 3:10:59 51:38 45:49 45:57 47:35 | +29:26 |
| 13.     | Łotwa · Herberts Dāboliņš · Pauls Kaņeps · Edgars Gruzītis · Alberts Riekstiņš              | 3:26:08 54:25 50:15 48:25 53:03 | +44:35 |
| 14.     | Rumunia · Willi Zacharias · Iosif Covaci · Ioan Coman · Rudolf Kloeckner                    | 3:27:50 56:56 50:23 48:32 51:59 | +46:17 |
| 15.     | Bułgaria · Christo Koczow · Iwan Angełakow · Dimityr Kostow · Raczo Żekow                   | 3:29:39 56:56 50:23 48:32 51:59 | +48:06 |
| –       | Turcja · Reşat Erceş · Sadri Erkılıç · Cemal Tigin · Mehmut Şevket Karman                   | DNF 1:14:59 1:04:06 1:10:26 DNF | –      |